# Diocesi di Telde
La diocesi di Telde (in latino Dioecesis Teldensis) è una sede soppressa e una sede vescovile titolare della Chiesa cattolica.

## Storia
Le isole Canarie, note all'epoca come isole della Fortuna o isole Fortunate, furono scoperte poco prima della metà del XIV secolo e divennero meta di numerosi viaggi di mercanti e marinai italiani, spagnoli e portoghesi, che entrarono in contatto con la popolazione locale. Nel 1344 papa Clemente VI affidò il compito di evangelizzare le nuove isole alla corona di Aragona, e furono soprattutto missionari francescani e domenicani provenienti dal regno di Maiorca ad iniziare la missione.
La diocesi delle Isole Fortunate (o delle Isole della Fortuna) fu eretta il 7 novembre 1351 con la bolla Coelestis rex regum di papa Clemente VI. La lettera fu indirizzata al primo vescovo della nuova diocesi, il carmelitano Bernardo Font, a cui il papa affidò il compito di erigere la cattedrale nel luogo ritenuto più opportuno. La diocesi era posta sotto la protezione del regno di Maiorca, da cui provenivano i primi missionari chiamati a evangelizzare l'arcipelago.
Non è chiaro se Bernardo Font sia mai giunto nelle Canarie, poiché meno di tre anni dopo fu trasferito alla sede di Santa Giusta in Sardegna. Il suo successore, il domenicano Bartolomé, fu nominato dopo 7 anni di sede vacante, il 2 marzo 1361, ma morì l'anno successivo, ed è molto probabile che non ebbe il tempo materiale per raggiungere le isole. Dopo la sua morte la diocesi rimase vacante per altri 7 anni.
Il 2 luglio 1369 papa Urbano V, con la lettera Inter caetera, nominò il terzo vescovo, il francescano Bonanat Tarí, menzionato come vescovo di Telde, località sull'isola di Gran Canaria. La lettera è importante, perché individua la sede definitiva della diocesi, che era anche la capitale di uno dei due regni autoctoni presenti nell'arcipelago. Scompare perciò il titolo generico e provvisorio di «diocesi delle Isole Fortunate» e viene adottato il nuovo titolo di «diocesi di Telde», che, retroattivamente, la lettera applica anche ai due predecessori di Bonanat Tarí, indicati entrambi come episcopi Teldensis. Lo stesso documento sottomette la diocesi all'autorità immediata della Santa Sede.
Anche per Bonanat Tarí non è facile stabilire se abbia mai messo piede a Telde; infatti è documentato presente a Maiorca nel 1370, 1373, 1382 e 1384. Morì nel 1392 e gli succedette un altro domenicano, Jaime Olzina, che governò la sua diocesi rimanendo in Spagna, dove, dal 1400 al 1411, è documentato come vescovo ausiliare di Saragozza. Secondo Julio Sánchez Rodríguez, è probabile che i vescovi Tarí e Olzina abbiamo fatto delle saltuarie apparizioni alle Canarie, preferendo risiedere poi in Spagna, mentre il lavoro più importante fu portato avanti dai missionari, che fecero di Telde la sede principale della diocesi e che istituirono diverse missioni nell'arcipelago.
Tra la fine del XIV e gli inizi del XV secolo due eventi segnarono la fine della diocesi di Telde e la nascita della diocesi di Rubicón (in seguito denominata diocesi delle Isole Canarie): le dure incursioni dei pirati schiavisti del 1393, che sollevarono le popolazioni indigene contro i missionari e ne causarono la morte cruenta; il passaggio dell'arcipelago dall'influenza maiorchina al regno di Castiglia, che ne iniziò la colonizzazione.
Mentre era ancora formalmente esistente la diocesi di Telde, il 7 luglio 1404 il papa avignonese Benedetto XIII eresse la diocesi di Rubicón, con giurisdizione su tutto l'arcipelago delle Canarie. Questa decisione portò di fatto alla soppressione della sede teldense.
Dal 1969 Telde è una sede vescovile titolare della Chiesa cattolica; dal 21 settembre 2013 l'arcivescovo, titolo personale, titolare è Giampiero Gloder, nunzio apostolico in Romania e Moldavia.

## Cronotassi

### Vescovi
- Bernardo Font, O.Carm. † (7 novembre 1351 - 27 giugno 1354 nominato vescovo di Santa Giusta)
  - Sede vacante (1354-1361)
- Bartolomé, O.P. † (2 marzo 1361 - 1362 deceduto)
  - Sede vacante (1362-1369)
- Bonanat Tarí, O.F.M. † (2 luglio 1369 - circa 1392 deceduto)
- Jaime Olzina, O.P. † (31 gennaio 1392 - dopo il 1411)

### Vescovi titolari
- William Aquin Carew † (27 novembre 1969 - 8 maggio 2012 deceduto)
- Giampiero Gloder, dal 21 settembre 2013